# Szałwia lekarska
Szałwia lekarska (Salvia officinalis L.) – gatunek rośliny z rodziny jasnotowatych (Lamiaceae). Pochodzi z rejonu Morza Śródziemnego (Albania, Jugosławia, Grecja, Włochy), ale rozprzestrzeniła się gdzieniegdzie również poza tym obszarem. Jest uprawiana w wielu krajach świata. Jej nazwa łacińska wywodzi się od łacińskiego salvus oznaczającego zdrowie.

## Morfologia

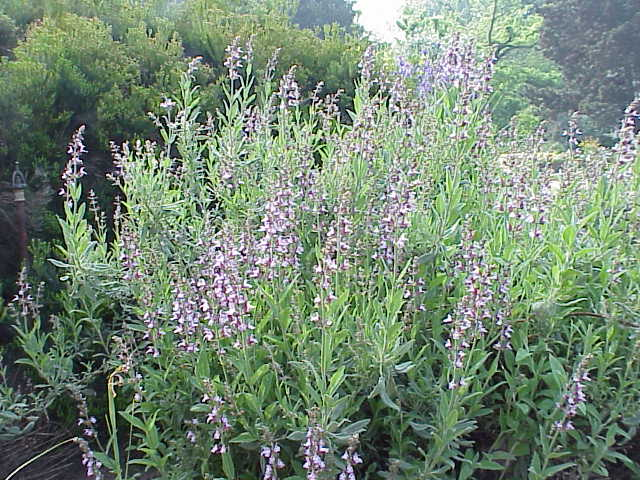
W czasie kwitnienia

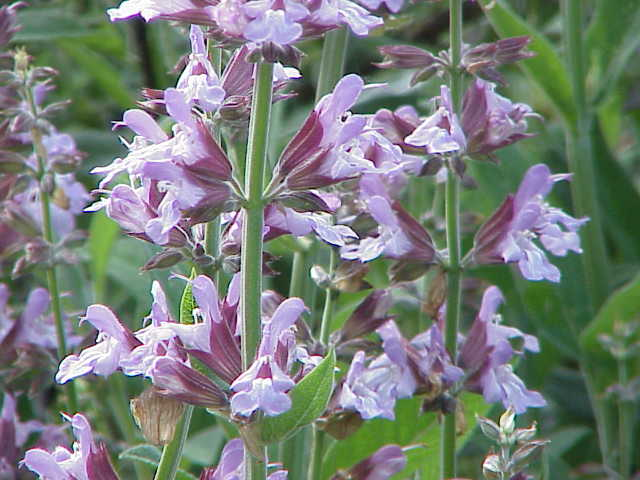
Kwiaty szałwii

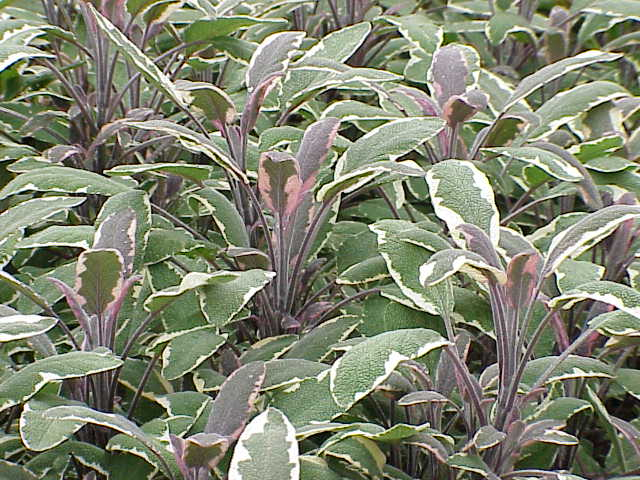
S. officinalis cv. Argenteovariegata jest uprawiana również jako roślina ozdobna

PokrójOsiąga wysokość 50–70 cm. Ma skłonność do pokładania się.
ŁodygaWzniesiona, czterokanciasta lub okrągława, drewniejąca od dołu. Cała roślina lekko owłosiona.
LiścieZielono-srebrne, miękkie w dotyku, długoogonkowe, podłużnie owalne lub lancetowate, ułożone naprzeciwlegle. Brzegiem lekko karbowane, a z wierzchu pomarszczone.
KwiatyDwuwargowe, barwy fioletowoniebieskiej, zebrane po 4-8 w szczytowe nibyokółki.

## Biologia i ekologia
Półkrzew. Kwitnie od maja do czerwca. Rośnie na słonecznych zboczach i skałach, na glebach bogatych w wapń i w miarę wilgotnych.

## Zastosowanie
- Roślina lecznicza.